# Abraham Berge
Abraham Berge (ur. 20 sierpnia 1851 w Lyngdal, zm. 10 lipca 1936) – norweski polityk związany z Liberalną Partią Lewicy, premier Norwegii w latach 1923–1924.
Urodził się w Lyngdal, z zawodu był nauczycielem. Karierę polityczną zaczynał w Lista, gdzie został w 1882 roku wybrany burmistrzem. Do parlamentu wybrano go w roku 1891. Pełnił różne funkcje ministerialne, był m.in. ministrem finansów. Premierem został po śmierci Otto Halvorsena. Po roku podał się do dymisji.